# 삼강행실효자도
삼강행실효자도(三綱行實孝子圖)는 대한민국 경상북도 김천시에 있는, 세종대왕의 지시로 편찬된 책으로, 삼강오륜(三綱五倫)의 실천을 중요한 윤리도덕으로 삼는 조선에서 국민윤리교과서적 성격을 갖는 교본인 동시에, 뒤이어 편찬한 행실도류(行實圖類) 도서의 전범(典範)이 되는 책이다. 2011년 6월 21일 대한민국의 보물 제1717호로 지정되었다.

## 개요
『삼강행실도(三綱行實圖)』는 세종대왕의 지시로 편찬된 책으로, 삼강오륜(三綱五倫)의 실천을 중요한 윤리도덕으로 삼는 조선에서 국민윤리교과서적 성격을 갖는 교본인 동시에, 뒤이어 편찬한 행실도류(行實圖類) 도서의 전범(典範)이 되는 책이다.
『삼강행실도(三綱行實圖)』는 세종조에 편찬된 한문본과 이를 토대로 수록 인물을 3분의 1로 줄여 선정하고 상단에 한글(언문)을 수록한 산략(刪略) 언해본의 두 계통이 존재한다. 전자는 분량이 과다한 관계로『삼강행실효자도(三綱行實孝子圖)』,『삼강행실충신도(三綱行實忠臣圖)』『삼강행실열녀도(三綱行實烈女圖)』로 필요에 따라 어느 하나만을 인출한 관계로 3부 모두가 전래하는 완본은 알려진 것이 없고, 효자도, 충신도, 열녀도의 부분별 전본도 그 수가 일부에 지나지 않는다.
『삼강행실도(三綱行實圖)』는 1434년(세종16)에 처음 편찬 간행할 때에『삼강행실효자도(三綱行實孝子圖)』,『삼강행실충신도(三綱行實忠臣圖)』『삼강행실열녀도(三綱行實烈女圖)』의 3부로 구성하고, 중국과 한국의 역대 인물에서 선정된 효자, 충신, 열녀 각 110명씩 330명의 사적을 정리한 사적(事蹟)과 이를 찬양한 내용을 담은 시(詩)와 찬(讚)을 수록하였다.
『삼강행실효자도(三綱行實孝子圖)』의 경우 시는 『효순사실(孝順事實)』에 수록된 칠언절구(2수)를 옮겨 실었고, 찬은 『효행록(孝行錄)』에 실린 이제현(李齊賢)의 찬을 전재한 것이다. 이 두 책에 수록되지 않은 인물의 경우는 편찬에 참여한 집현전의 학사들이 나누어 지은 것이다. 조사 대상본의 목록에 수록된 110인은 중국의 인물이 89명이고, 한국의 경우는 신라 2명, 백제2명, 고려 7명, 본국(조선) 11명으로 모두 22명이다. 중국의 인물은 한(漢)이 21명으로 가장 많고, 당(唐) 11명, 송(宋) 10명, 원(元) 10명 순이다. 책의 편집체제는 1명을 1판(장)에 배치하고, 접었을 때 앞면에 해당하는 부분에 표제와 함께 그림을 놓고, 뒷면에 해당하는 부분에 전기와 시찬(詩讚)을 배치하였다. 시찬과 문장은 모두 읽기 쉽게 백권점(白圈點)으로 단구(斷句) 되어 있다. 그림과 단구의 표시는 이 책이 국민교화용으로 제작된 윤리독본이라는 성격을 잘 보여주는 부분이다.
이 『삼강행실도(三綱行實圖)』는 광곽(匡郭)의 변란(邊欄)이나 계선(界線) 및 자획(字劃), 화면(畵面)의 상태로 보아 1434년(세종 16)에 판각된 판목에서 비교적 이른 시기에 인출한 책으로 사료된다.
비록 4건의 탈락이 있기는 하나 전존본이 희귀하고 보존상태도 비교적 양호하다는 점에서 귀중한 가치를 갖는다. 특히 조선전기의 서지학 연구 및 한문표점의 연구, 회화사 연구의 귀중한 자료로 평가된다.

## 같이 보기
- 삼강행실도

## 참고 자료
- 삼강행실효자도 - 국가유산청 국가유산포털